# Liste von Persönlichkeiten der Stadt Datteln
Diese Liste von Persönlichkeiten der Stadt Datteln umfasst die Ehrenbürger, Söhne und Töchter der Stadt sowie weitere Persönlichkeiten mit Bezug zur Stadt.

## Träger der Stadtplakette Datteln
- 1974: Pfarrer Emanuel Wethmar († 17. Februar 1998)
- 1978: Heinrich Speeck († 25. Dezember 1995)
- 1983: Dr. med. Georg Toschke († 21. Dezember 1988)
- 1989: Walter Sauer († 5. Juli 1991)
- 1993: Lieselotte Feldtmann († im November 2011)[1]
- 1993: Sybille Hahne († 6. Oktober 2012)[2]
- 2009: Gertrud Ritter
- 2019: Pfarrer em. Hans Overkämping

## In Datteln geborene Persönlichkeiten
- Johann Freitag von Loringhoven (1430–1494), Landmeister des Deutschen Ordens in Livland 1483–1494
- Wilhelm Vernekohl (1901–1967), Journalist
- Bernhard Poether (1906–1942), katholischer Priester und Widersacher der NS-Diktatur, verstorben im KZ Dachau
- Siegfried Rachuba (1922–2002), Fußballspieler
- Wolfgang Haber (* 1925), Biologe
- Horst Niggemeier (1929–2000), Politiker, Bürgermeister der Stadt Datteln
- Ernst Wilhelm Becker (* 1933), Hauptgeschäftsführer vom Verband Deutscher Drogisten (VDD)[3]
- Reinhard Lettmann (1933–2013), Bischof von Münster (1980–2008)
- Klaus Liebig (1936–1996), Künstler
- Egon Ramms (* 1948), General, 2007–2010 Kommandeur bei der NATO
- Joachim Lilla (1951–2020), Archivar und Historiker
- Manfred „Manni“ Breuckmann (* 1951), ehemaliger Radiomoderator und Sportreporter
- Klaus Eberhard (* 1957), Sportdirektor des Deutschen Tennis-Bundes und ehemaliger Profi-Tennisspieler
- Peter Sandhofe (* 1957), Fußballspieler
- Stefan Zekorn (* 1959), Weihbischof des Bistums Münster
- Ulrich Lappenküper (* 1959), Neuzeithistoriker
- Gudrun Kemsa (* 1961), Fotografin
- Jörg Grabosch (* 1962), Fernsehproduzent und Medienunternehmer
- Christoph Kühn (* 1963), Kirchenrechtler und päpstlicher Diplomat
- Ingo Anderbrügge (* 1964), Fußballspieler und -trainer
- Christel Blömeke (* 1967), Künstlerin
- Katja Seizinger (* 1972), Ski-Rennfahrerin; dreimal Sportlerin des Jahres
- Dunja Hayali (* 1974), Journalistin und Fernsehmoderatorin
- Alexander Weise (* 1974), Schauspieler und Regisseur
- Markus Hennig (* 1976), Autor
- Aladin El-Mafaalani (* 1978), Soziologe und Hochschullehrer
- Nils Petrat (* 1980), römisch-katholischer Geistlicher im Erzbistum Paderborn
- Tobias Wember (* 1981), Jazzmusiker
- Charlotte Becker (* 1983), Radsportlerin
- Kevin Ratajczak (* 1985), Metal-Sänger und Keyboarder
- Lukas Nottbeck (* 1988), Fußballspieler
- Necati Öziri (* 1988), Schriftsteller und Dramaturg
- Sarah Petrausch (* 1990), Volleyball-Nationalspielerin
- Rebecca Schäperklaus (* 1992), Volleyballspielerin
- Max Jansen (* 1993), Fußballspieler
- Marius Kusch (* 1993), Schwimmer
- Andreas Pientka (* 1993), Jazzmusiker
- Jule Hake (* 1999), Kanutin, Vize-Weltmeisterin
- Phil Harres (* 2002), Fußballspieler
- Mohammad Mahmoud (* 2005), deutsch-palästinenischer Fußballspieler

## Bekannte Einwohner und mit Datteln verbundene Persönlichkeiten
- Robert Schmohl (1855–1944), Architekt, baute die Siedlung Beisenkamp in Datteln
- Ernst Gomolla (* 1935), Tischtennisspieler, lebt in Datteln
- Reinhard Junge (* 1946), Autor von Kriminalromanen, schrieb 1988 Das Ekel von Datteln
- Hans-Peter Müller (* 1955), Politiker (SPD) und Gewerkschafter, lebt in Datteln
- André Michael Toschke (1972–2011), Mediziner und Professor für Biometrie mit Schwerpunkt Beobachtungsstudien
- Dennis Wolf (* 1978), Bodybuilder, lebt in Datteln